# 平旦漫畫
《平旦漫畫》是由王德志所创作的马来西亚漫画，始于1997年。其作品成為馬來西亞青少年們最受歡迎的悠閒讀物之一。

## 創作

### 作品標題靈感
《平旦漫畫》中的“平旦”是王德志中學時期所用的筆名，取自佛教書籍中的詞彙“平淡是福”。由於“淡”字顯得過於平凡，他後來將“平淡”改為“平旦”，並沿用至今。王德志原未曾預料，張藝謀執導的電影《滿城盡帶黃金甲》中也提及“平旦”一詞。他上網查詢後才發現，“平旦”亦有“黎明”之意。

### 創作過程
為了填補日新獨立中學《向日葵》刊物的版位空缺，王德志的中學老師陳強華要求他繪製十版漫畫。1997年7月，《平旦漫畫》就此誕生。與此同時，陳強華也在未告知王德志的情況下，將原稿投稿至《星洲日報》，並成為該報刊登內容之一。兩個月後，王德志也接到《學海》的十頁漫畫委託，並因此獲得良好反應。《平旦漫畫》在《學海》連載一年後，新加坡《聯合早報》提出轉載請求，使其聲名遠播海外。《平旦漫畫》在多份報刊連載三年後，王德志推出本作的創刊號，並於全馬發行。儘管銷售反應不理想，六千本中僅售出五百本，其餘五千五百本最終作為廢紙售往舊報紙回收廠，但後期的書籍銷售情況有所改善。2008年，《平旦漫画》总销售量高达一万本以上。

### 風格
《平旦漫畫》的八成故事皆由王德志過往心情所呈現，在現實並沒有對他人展現浮誇行為舉止。深受莫尔迪略的作画影响，《平旦漫畫》的整體画风显得極簡又不失情趣。王德志在工作後接觸的藝術形式（如漫畫、封面設計、傳單設計、報紙封面、海報與廣告牌等）大多以四方格構圖為主，這也影響了《平旦漫畫》的分鏡風格。早期《平旦漫畫》的角色經常使用如“夠力（吃力）”、“Walao A!（我老欸！）”、“Kanasai（倒楣/一坨屎）”、“炸到（哭笑不得）”、“廢（爛/糟）”等具馬來西亞漢語方言色彩的口頭禪。直到2020年代初期，有教師向他反映學生在作文中使用這些助詞，他才逐步將這些口頭禪從漫畫中淡出。

## 故事概要
《平旦漫畫》講述四位主角，平旦，口水王，三八仔與小珍和他們充滿奇葩與滑稽的日常生活故事。漫畫早期僅有男主人公平旦登場。隨著王德志友人的建議，其他主角口水王，三八仔與小珍也相繼加入。配角如老師與校長亦在後期陸續登場，為故事增添不少荒唐又幽默的情節。

## 登場人物

### 主角群
平旦（英文：Pington）
四主角群中首位登場的男性角色。是作者本人。早期漫畫的平旦是留著刺蝟頭髮的男孩（與三八仔髮型相似）。王德志在中學時期深受郭富城的天王覆蓋式髮型的影響，將平旦的髮型改成圓溜的造型，也經常身著1990年代末所流行的外星人T恤。
口水王（英文：Spitty）
四主角群中後續加入的男性角色。頭髮稀少，經常流口水。
三八仔（英文：Sampat-Kia）
四主角群中後續加入的男性角色。留著刺蝟頭。
小珍（英文：Jenny）
四主角群中後續加入的唯一女性角色。留著娃娃頭髮型。

### 配角群
媽媽
王德志的母親。
老師（英文：Teacher）
平旦，口水王，三八仔與小珍的老師。
校長（英文：Headmaster/Ah Head）
平旦，口水王，三八仔與小珍的校長。S.H.E Ella的粉絲。
狗和貓
皆是王德志童年時期居家環境的原型。

## 作品

### 中文版
| #  | 書籍標題                                 | 出版日期       | ISBN               |
| -- | ---------------------------------------- | -------------- | ------------------ |
| 創 | 平旦漫畫創刊號                           | 2000年         | 有待考察           |
| 1  | ［平旦创意工作室］有平旦！所以我快乐！   | 2002年4月30日  | ISBN 9789832598022 |
| 1  | 平旦漫画1：有平旦！所以我快乐！          | 2004年7月10日  | ISBN 9789832598022 |
| 2  | 平旦漫画2：平旦漫画珍藏本                | 2007年9月18日  | ISBN 9789832598039 |
| 3  | 平旦漫画3：疯狂校园2 再战校园            | 2004年11月1日  | ISBN 9789832598107 |
| 4  | 平旦漫画4：超废事件106                   | 2005年6月30日  | ISBN 9789832598008 |
| 5  | 平旦漫画5：上班猪猡纪                    | 2007年1月11日  | ISBN 9789832598077 |
| 6  | 平旦漫画6：大战怪兽王                    | 2006年11月8日  | ISBN 9789832598046 |
| 7  | 平旦漫画7：天方夜谭                      | 2004年9月9日   | ISBN 9789832598060 |
| 8  | 平旦漫画8：神秘之旅                      | 2004年12月1日  | ISBN 9789832598091 |
| 9  | 平旦漫画9：疯狂校园                      | 2005年4月2日   | ISBN 9789832598053 |
| 10 | 平旦漫画10：生活很废                     | 2005年4月2日   | ISBN 9789832598084 |
| 11 | 平旦漫画11：我和我的爱                   | 2005年4月2日   | ISBN 9789832598114 |
| 12 | 平旦漫画12：废仔大出击                   | 2005年6月8日   | ISBN 9789832598121 |
| 13 | 平旦漫画13：快乐WALAU200招               | 2006年4月8日   | ISBN 9789832598169 |
| 14 | 平旦漫画14：减轻考试压力的200个够力秘诀  | 2006年9月28日  | ISBN 9789832598138 |
| 15 | 平旦漫画15：疯狂校园3 校园傻仔重出江湖   | 2006年10月8日  | ISBN 9789832598176 |
| 16 | 平旦漫画16：搞笑之王                     | 2007年8月10日  | ISBN 9789832598145 |
| 17 | 平旦漫画17：无厘头世界（上集）校园恶搞   | 2008年4月7日   | ISBN 9789832598152 |
| 17 | 平旦漫画17：校园恶搞（新版本）           | 2016年8月1日   | ISBN 9789671013465 |
| 18 | 平旦漫画18：无厘头世界（下集）搞怪萬歲   | 有待考察       | ISBN 9789832598183 |
| 19 | 平旦漫画19：最废的一班                   | 2008年11月8日  | ISBN 9789832598190 |
| 20 | 平旦漫画20：校园废材四人组               | 2009年10月28日 | ISBN 9789832598213 |
| 21 | 平旦漫画21：废王大爆笑                   | 2010年10月28日 | ISBN 9789671013403 |
| 22 | 平旦漫画22：笑到爆                       | 2012年9月8日   | ISBN 9789671013434 |
| 23 | 平旦漫画23：废到你发傻                   | 2013年10月1日  | ISBN 9789671013441 |
| 24 | 平旦漫画24：老师的如来神掌               | 2014年9月28日  | ISBN 9789671013458 |
| 25 | 平旦漫画25：爆笑课堂                     | 2016年8月1日   | ISBN 9789671013472 |
| 26 | 平旦漫画26：平旦漫画作品精选第1集        | 2016年8月1日   | ISBN 9789671013489 |
| 27 | 平旦漫画27：平旦漫画作品精选第2集        | 2016年8月1日   | ISBN 9789671013496 |
| 28 | 平旦漫画28：平旦漫画二十周年纪念珍藏版   | 2016年9月1日   | ISBN 9789671438800 |
| 29 | 有待考察                                 | 有待考察       | 有待考察           |
| 30 | 平旦漫画30：4896教室 西北够力（全5册）   | 2017年4月1日   | ISBN 9789671438824 |
| 31 | 平旦漫画31：狂笑拳掌门人                 | 2018年4月1日   | ISBN 9789671438848 |
| 32 | 平旦漫画32：最佳搞笑奖（平旦漫画合订本） | 2018年8月1日   | ISBN 9789671438862 |
| 33 | 平旦漫画33：傻到酱                       | 2021年1月2日   | ISBN 9789671438893 |
| 34 | 平旦漫画34：绝世无敌 搞笑废材            | 2023年10月31日 | ISBN 9789671854747 |

### 英文版
| # | 書籍標題                              | 出版日期     | ISBN               |
| - | ------------------------------------- | ------------ | ------------------ |
| 1 | A Stupid, An Idiot, A Dummy and A Nut | 2020年1月9日 | ISBN 9789671854709 |

## 外部連結
- 最废的平旦漫画部落格[]（页面存档备份，存于）。（中文）
- 《平旦漫畫》官方面子書專頁
- 《平旦漫畫》官方Instagram專頁